# 新倉洞
新倉洞（：／ Sinchang dong */?）是位於韓國首爾龙山区的一个法定洞，隶属于元曉路2洞。本洞東面與元曉路3街、南面與元曉路3~4街、西面與山泉洞、北面與山泉洞和龍門洞相接。

## 历史
- 1396年 - 為龍山坊的一部分。
- 1751年 - 該區域改名為賑恤倉契。
- 1894年 - 該區域下屬區域改名為兄弟洞、灘項洞和桃花洞外洞。
- 1910年10月 - 該區域劃歸至龍山面。
- 1914年 - 該區域改名為清水町。
- 1943年 - 劃歸至龙山区。
- 1946年10月 - 改為現在名稱，名稱來源於李氏朝鮮時期的戶部的新倉庫。並劃入至元曉路2洞管轄。